# Desmatodon brevicaulis
Desmatodon brevicaulis är en bladmossart som beskrevs av Bridel. Desmatodon brevicaulis ingår i släktet Desmatodon, klassen egentliga bladmossor, divisionen bladmossor och riket växter. Inga underarter finns listade i Catalogue of Life.